# .pr
.pr je internetová národní doména nejvyššího řádu pro Portoriko (podle ISO 3166-2:PR).

## Domény druhého řádu
- .pr - pouze pro majitele registrované obchodní známky.
- .biz.pr - pro obchod.
- .com.pr - pro komerční využití, registrace není omezena.
- .edu.pr - pro využití ve vzdělávacími institucemi.
- .gov.pr - pro instituce Portorické vlády.
- .info.pr - pro informativní stránky.
- .isla.pr - pro osoby s bydlištěm v Portoriku.
- .name.pr - pro osobní využití.
- .net.pr - pro organizace zajišťující provoz sítě, registrace není omezena.
- .org.pr - pro neziskové organizace, registrace není omezena.
- .pro.pr - pro profesionály, profesní sdružení apod.